# Pierre de Brabandère
Pierre de Brabandere (Ooigem, 18 septembre 1828 - Bruges, 31 mars 1895) était un évêque belge. De Brabandere a été ordonné prêtre en 1853. Il fut évêque de Bruges de 1894 jusqu’à sa mort en 1895. 